# Анђели у Америци (мини-серија)
Анђели у Америци (енгл. Angels in America) је америчка мини-серија из 2003. године, снимљена у продукцији „HBO-а“, по сценарију истоимене драме Тонија Кушнера. Говори о епидемији сиде у Америци за време Регановог мандата, и о његовој репресивној политици према угроженом делу становништва. Серија, на чије је снимање утрошено 60.000.000 долара, својила је пет Златних глобуса, 11 Емија (од 21 номинације) и била номинована за Греми. Стрипова и Пачино су били једни од добитника поменутих награда.

## Главне улоге
| Глумац           | Улога                                         |
| ---------------- | --------------------------------------------- |
| Мерил Стрип      | Хана Пит/Џулијус Розенберг/Аустралијски анђео |
| Ал Пачино        | Рој Кон                                       |
| Патрик Вилсон    | Џои Пит/Еским                                 |
| Мери-Луиз Паркер | Харпер Пит                                    |
| Ема Томпсон      | сестра Емили/бескућница/Амерички анђео        |
| Џастин Кирк      | Волтер                                        |
| Џефри Рајт       | господин Лајс/Белизе/бескућник/Европски анђео |
| Бен Шенкман      | Анђео Океаније                                |
| Џејмс Кромвел    | Хенри                                         |